# Catalina de Erauso
Catalina de Erauso, (født 1592, død 1650), var en spansk soldat. Hun tjente i den spanske hær forklædt som en mand i spansk Latinamerika. Hun blev berømt i sin samtid og fik en særlig tilladelse af paven til at bære herretøj.